# Carmen Longo
Carmen Longo (Bologna, 16 agosto 1947 – Brema, 28 gennaio 1966) è stata una nuotatrice italiana.

## Biografia
Conquistò quattro titoli assoluti nei 100 e 200 rana e fu primatista italiana nei 200 rana nel 1965, fece inoltre quattro presenze in nazionale. Perse la vita nell'incidente aereo di Brema del 28 gennaio 1966, mentre si stava recando a un meeting con la squadra nazionale.
Carmen Longo è sepolta nel cimitero di Crespellano nella cappella di famiglia. A lei la città di Bologna ha dedicato la piscina comunale situata nelle adiacenze dello stadio Renato Dall'Ara. Anche Sesto San Giovanni ha dedicato a Carmen Longo la piscina olimpionica comunale. Porta il suo nome anche il campo sportivo comunale di Guagnano, luogo d'origine dei genitori dell'atleta. È dedicata alla nuotatrice bolognese anche la piscina sul mare di Santa Cesarea Terme.